# 龍苑山莊 (廣州市)
23°24′37″N 113°22′45″E / 23.4103°N 113.3792°E
龍苑山莊是位於中華人民共和國廣東省廣州市白雲區鐘落潭鎮龍崗大橋東北側的別墅住宅區，建於2001年。龍苑山莊瀕臨流溪河，佔地1600平方米，有47棟別墅建築和2棟基礎建築，總面積26372平方米。龍苑山莊建於2001年，其侵占流溪河之流域而建成。2019年12月，此住宅區被拆除。現此地塊已被種植格桑花，未來將為流溪灣鄉村旅遊景區的一部分。